# Diecezja Santa Rosa
Diecezja Santa Rosa (łac. Dioecesis Sanctae Rosae in Argentina) – diecezja Kościoła rzymskokatolickiego w Argentynie. Należy do metropolii Bahía Blanca. Została erygowana bullą Quandoquidem Adoranda Piusa XII z 11 lutego 1957.